# Оттендорф (Тюрингия)
Оттендорф (нем. Ottendorf) — община в Германии, в земле Тюрингия.
Входит в состав района Заале-Хольцланд. Подчиняется управлению Хюгелланд/Телер. Население составляет 416 человек (на 31 декабря 2010 года). Занимает площадь 4,40 км².